# Муслимов, Мехмед Закирович
Мехме́д (Мехме́т) Заки́рович Мусли́мов (род. 14 августа 1964) — российский лингвист, сотрудник отдела языков народов России Института лингвистических исследований РАН в Санкт-Петербурге. Один из ведущих специалистов по прибалтийско-финским языкам Ленинградской области, занимается полевыми исследованиями языка ингерманландских финнов и других языков народов региона.
Постоянный лектор ежегодных фестивалей языков в Петербурге и Великом Новгороде. Преподаватель ижорского и водского языков в обществе «Инкерин Лиитто». Участник объединения «Страна языков», занимающегося языковым активизмом — поддержкой, сохранением, развитием и популяризацией языкового разнообразия России.

## Биография
Окончил математико-механический факультет Ленинградского государственного университета в 1987 году. С 2001 по 2003 год проходил обучение на факультете этнологии Европейского университета в Санкт-Петербурге. В 2005 году защитил кандидатскую диссертацию по теме «Языковые контакты в Западной Ингермандандии (нижнее течение реки Луги)» под научным руководством Евгения Васильевича Головко.

## Фото

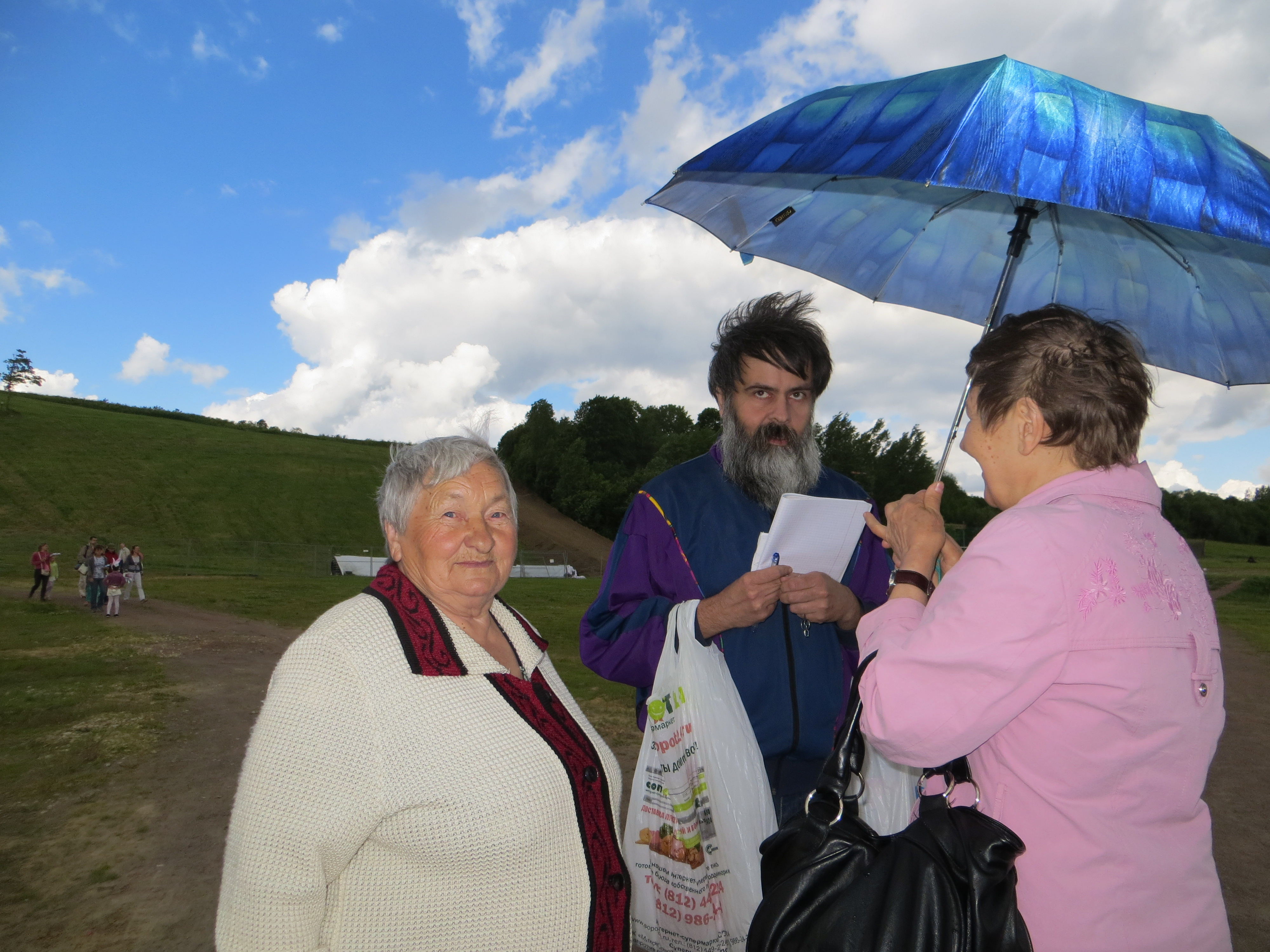
М. З. Муслимов с информантами. Юханнус-2013

## Избранные публикации
- Муслимов М. З. К классификации финских диалектов Ингерманландии // Вопросы уралистики. — СПб.: Наука, 2009. — С. 179—204.
- Муслимов М. З. «Народная диалектология» в нижнелужском ареале // Acta Linguistica Petropolitana. — 2012. — № 8 (1). — С. 135—193.
- Муслимов М. З. О методике сбора языкового материала по прибалтийско-финским языкам Ингерманландии // Международная конференция «Документирование языков и диалектов коренных малочисленных народов России». Тезисы докладов международной научной конференции. — СПб.: Институт лингвистических исследований Российской академии наук, 2019. — С. 51—53.
- Муслимов М. З. Аттриция и изменения в ходе языкового сдвига в прибалтийско-финских языках и диалектах Ингерманландии // Acta Linguistica Petropolitana. — СПб., 2024. — Т. 20.2. — С. 83—135.